# Differenze tra ceco e slovacco
Il ceco e lo slovacco formano un continuum linguistico, con i dialetti della Slovacchia orientale che si uniscono alla lingua rutena e quelli del nord di entrambi i paesi con il polacco.
Il ceco esiste in due versioni principali: il ceco letterario (spisovná čeština) e il ceco colloquiale (obecná čeština), ma presenta anche qualche dialetto, prevalentemente nella Moravia. Per scrivere normalmente è usato il ceco letterario, ma per parlare è accettabile usare il ceco comune, tranne che nelle situazioni più formali.
Anche se esistono molti dialetti slovacchi, sia nello scritto sia nel parlato soltanto lo slovacco letterario è accettato in contesti medio-alti. Comunque i dialetti slovacchi sono spesso usati, nonostante gli sforzi delle istituzioni scolastiche.
Questa voce descrive le differenze tra il ceco e lo slovacco letterario.

## Ortografia e pronuncia
Grafemi dell'alfabeto ceco non presenti nell'alfabeto slovacco sono ř, ě, ů.
- Il fonema rappresentato dal ř /r̝/ non esiste nella lingua slovacca.
- ě può rappresentare:
  - /ɛ/ con la palatalizzazione della consonante precedente – scritto semplice come e nella lingua slovacca
  - dittongo /i̯ɛ/ dopo alcune consonanti – scritto come ie in slovacco
  - /ɲɛ/ dopo m – ie è generalmente usato in slovacco al suo posto, -mě- /mɲɛ/ sarebbe scritto -mne-

- ů rappresenta il fonema /uː/, come anche ú, ed è scritto sempre con ú in slovacco

Grafemi dell'alfabeto slovacco non presenti nell'alfabeto ceco sono ä, ĺ, ľ, ô, ŕ.
- ä è pronunciato come /ɛ/, oppure arcaico o dialettale (ma considerato “corretto”) /æ/. /æ/ non esiste nel ceco ed /ɛ/ è scritto come e
- ĺ è pronunciato /l̩ː/ e non esiste nel ceco
- ľ è pronunciato /ʎ/ e non esiste nel ceco
- ô è pronunciato /u̯o/ e non esiste nel ceco, ů è spesso usato al suo posto
- ŕ è pronunciato /r̩ː/ e non esiste nel ceco

## Grammatica
La grammatica ceca è un po' più complicata, dato che la lingua letteraria risale a un periodo storico più lontano e la tradizione letteraria è più lunga.
Entrambe le lingue hanno sette casi (nominativo, genitivo, dativo, accusativo, vocativo, locativo, strumentale), ma mentre nel ceco il vocativo è un caso produttivo e normalmente usato, nello slovacco è rimasto soltanto per qualche parola (pane, otče, bože e qualche nome personale); spesso la lingua slovacca è quindi descritta come lingua a sei casi.
Le declinazioni e coniugazioni sono diverse tra il ceco e lo slovacco.

## Vocabolario
La maggioranza delle parole è uguale, tranne per le differenze di ortografia e pronuncia (per esempio sk: mlieko, cs: mléko, it: latte; sk: päť, cs: pět, it: cinque; sk: rieka, cs: řeka, it: fiume). Comunque, ci sono alcune parole comuni molto diverse (sk: pretože, cs: jelikož, it: perciò, ma in ceco esiste anche protože, it: poiché; cs: barva, sk: farba, it: colore, sk: vankuš, cs: polštář, it: cuscino, sk: paradajky, cs: rajčata, it: pomodori, sk: zemiaky, cs: brambory, it: patate, sk: bábika, cs: panenka, it: bambola).

Come in altre lingue slave, sono i nomi dei mesi a differire completamente: lo slovacco usa le parole provenienti dalla lingua latina, come in sloveno, serbo, russo, bulgaro, macedone (január, február, marec, apríl, máj, jún, júl, august, september, október, november, december),mentre il ceco, come il bielorusso, il croato, l'ucraino e il polacco, usa le forme tradizionali slave legate a tradizioni agresti (leden, únor, březen, duben, květen, červen, červenec, srpen, září, říjen, listopad, prosinec). Notevoli differenze sono presenti anche nella nomenclatura biologica (i nomi non sono affatto intercomprensibili) e in poche frasi colloquiali di uso comune, come in "arrivederci" (sk: dovidenia, cs: na shledanou).

## Esempio
Queste sono le prime parole della dichiarazione universale dei diritti dell'uomo in ceco e slovacco:
Versione italiana:
Considerato che il riconoscimento della dignità inerente a tutti i membri della famiglia umana e dei loro diritti, uguali ed inalienabili, costituisce il fondamento della libertà, della giustizia e della pace nel mondo...